# Raid sur Manille (1798)
Guerres de la Révolution française
Le raid sur Manille est une opération militaire sous fausse bannière de la Royal Navy pendant les guerres de la Révolution française qui eut lieu en janvier 1798. L'opération avait un objectif triple : repérer les défenses de Manille, capitale des Philippines espagnoles, capturer un galion de trésors et évaluer l'état de l'escadron de la marine espagnole stationné dans le port. L'Espagne était passée du statut d'allié de la Grande-Bretagne dans la guerre de la première coalition à celui d'ennemi en 1796. Ainsi, la présence d'un puissant escadron espagnol à Manille constituait une menace pour la Chinese fleet, un convoi annuel de navires marchands de la compagnie des Indes orientales reliant Macao (alors sous l'égide de la dynastie Qing) à la Grande-Bretagne et qui était d'une importance économique vitale pour la Grande-Bretagne. Cette menace était si grave qu'une invasion majeure des Philippines espagnoles avait été planifiée depuis les Inde britannique en 1797, mais avait été annulée à la suite du traité de Campo Formio et de la possibilité d'une guerre majeure en Inde entre la Compagnie britannique des Indes orientales et le royaume de Mysore.
Pour assurer la sécurité des navires marchands rassemblés à Macao durant l'hiver 1797-1798, le commandant britannique aux Indes orientales, le contre-amiral Peter Rainier, envoie un convoi en Chine escorté par les frégates HMS Sibylle et HMS Fox (1780) et commandé par le capitaine Edward Cooke. Après avoir terminé sa mission, Cooke décide d'enquêter lui-même sur l'état des forces espagnoles à Manille. Il est également intrigué par des informations selon lesquelles un navire transportant un trésor serait sur le point de quitter Manille. Naviguant à bord de la Sybille et accompagné du capitaine Pulteney Malcolm sur la Fox, Cooke atteint la capitale espagnole des Philippines le 13 janvier 1798.
Ancré dans la baie de Manille, Cooke déguise ses navires en navires français et réussi à attirer à bord des délégations successives de fonctionnaires espagnols, les faisant prisonniers au fur et à mesure. Il obtient de ses observations et des captifs un descriptif de l'état des défenses de Manille, des informations sur le navire au trésor qui avait déjà été déchargé à Cavite et l'affirmation que l'escadron espagnol subissait d'importantes réparations et était donc indisponible pour les opérations. Cooke envoya une équipe faire un raid contre un escadron de canonnières stationnées dans l'embouchure du fleuve Pasig, les capturant dans une attaque sans combat, Cooke libéra ensuite ses prisonniers et navigua vers le sud, attaquant sans succès Zamboanga avant de retourner à Macao.

## Contexte

### Le traité de San Ildefonso et l'isolement britannique
En 1796, après trois ans de guerres de la Révolution française, l'Espagne et la République française signent le traité de San Ildefonso. Les termes secrets de ce traité obligent l'Espagne à renoncer à son alliance avec la Grande-Bretagne et à déclarer ensuite la guerre à son ancien allié. Dans les Indes orientales, ce changement d'allégeance politique signifiait que les forces britanniques dominantes dans la région étaient confrontées à la menace d'une attaque des Philippines espagnoles à l'est. A cette période, la Grande-Bretagne domine les Indes orientales, contrôlant les routes commerciales à travers l'océan Indien depuis les ports de Bombay, Madras et Calcutta. Le Ceylan néerlandais, la colonie néerlandaise du Cap et certaines parties des Indes orientales néerlandaises avaient été capturés en 1795, et la présence française dans la région avait été confinée à l'Île de France et à quelques îles subsidiaires de l'océan Indien occidental.

### Sécurité de laChinese fleetbritannique

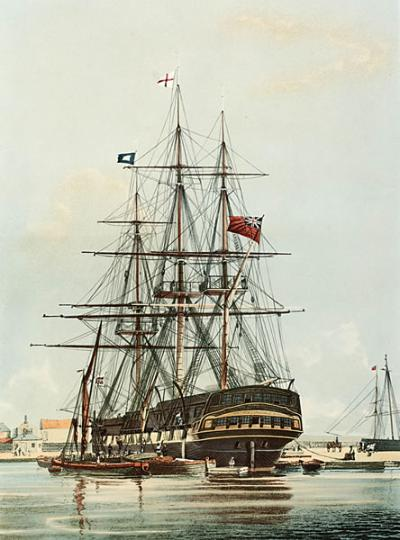
Indiaman britannique.

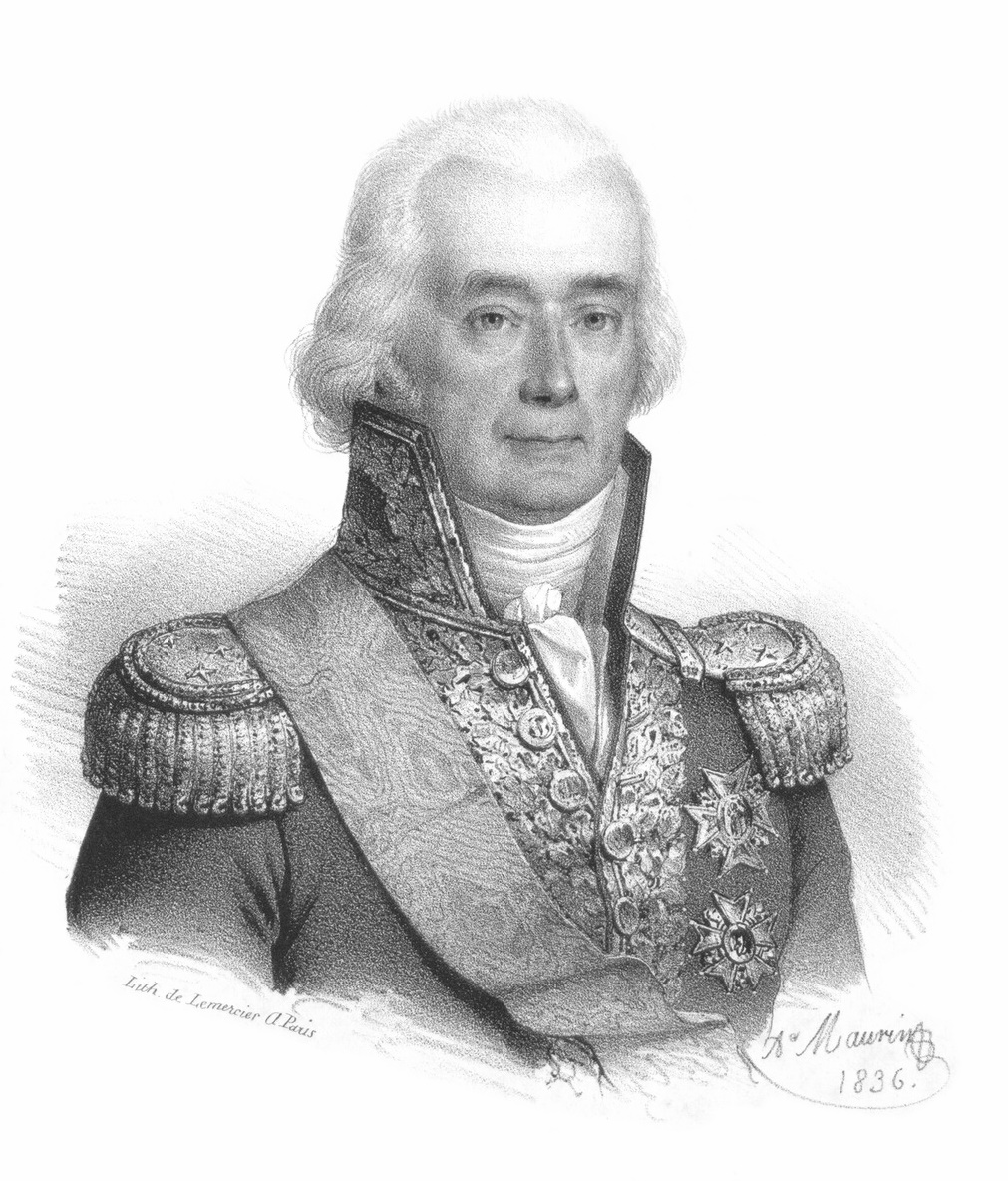
Le contre-amiral Pierre César Charles de Sercey, responsable des attaques contre la « Flotte chinoise » en 1797.

Plusieurs des routes commerciales les plus importantes pour les britanniques commencent à Canton et à Macao, alors sous le contrôle de la dynastie Qing. Au début de chaque année, un grand convoi connu sous le nom de Chinese fleet, composé d'Indiaman, grands navires marchands des Indes orientales au service de la Compagnie britannique des Indes orientales, naviguait vers l'ouest (vers l'Europe) chargé de thé et d'autres marchandises commerciales. Ce convoi était économiquement très important pour la Grande-Bretagne : un convoi en 1804 est évalué à plus de 8 000 000 £ (l'équivalent de 700 000 000 £ en 2023),. En janvier 1797, le convoi avait été attaqué par l'escadre française aux Indes orientales, composée de six frégates commandées par le contre-amiral Pierre César Charles de Sercey. Lors de l'incident du détroit de Bali qui suivi, le commandant britannique trompa Sercey en lui faisant croire que le convoi non escorté contenait des navires de ligne déguisés et l'amiral français se retira, n'apprenant son erreur qu'à son retour en Île de France.
En conséquence, il y a en Inde en 1798 une inquiétude considérable que Sercey réessaye de s'emparer de la Chinese fleet ou que les Espagnols, qui maintiennent un puissant escadron à Cavite, organisent une tentative de leur propre chef.
L'impulsion initiale du contre-amiral Peter Rainier en apprenant en novembre 1796 la déclaration de guerre imminente entre la Grande-Bretagne et l'Espagne est d'élaborer des plans pour une invasion majeure des Philippines, centrée sur Manille en répétition de la capture britannique réussie de Manille en 1762. Coopérant avec le gouverneur général de l'Inde Sir John Shore et le colonel Arthur Welleley, entre autres, des forces navales et militaires substantielles sont affectées à l'opération qui est à un état avancé de planification lorsque des nouvelles inattendues arrivent en Inde en août 1797 annonçant le traité de Campo Formio qui met fin à la guerre de la première coalition.

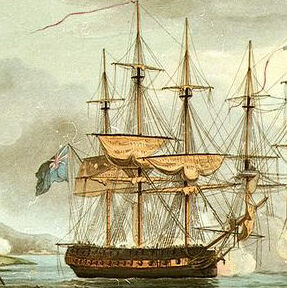
La qui, sous les ordres du capitaine Edward Cooke, fut le navire amiral de l'escadron anglais

La Grande-Bretagne fait désormais face à la France et à l'Espagne seule, tandis que des émissaires du Sultan Tipu du Royaume de Mysore, un vieil adversaire de la Grande-Bretagne dans le sud de l'Inde, cherche l'aide française et déclenche une nouvelle flambée d'hostilités. Les ressources prévues pour l'opération contre Manille sont donc retenues en Inde et l'opération est annulée, mais la protection de la Chinese fleet reste essentielle et Rainier détourne une partie de son escadre vers la Chine.
Un certain nombre de navires marchands sont rassemblés à Bombay au printemps 1797 en préparation du voyage à Macao pour charger des marchandises commerciales et rejoindre la Chinese fleet. Pour escorter cette force, Rainier envoi la frégate de 40 canons HMS Sibylle (capturée aux Français lors de la bataille de Mykonos en 1794) et le HMS Centurion de 50 canons (qui avait navigué avec le convoi en juillet, traversant le Détroit de Malacca), rejoindre les navires de ligne HMS Victorious et HMS Trident ainsi que la frégate de 32 canons HMS Fox du capitaine Pulteney Malcolm pour le dernier voyage vers Macao.
Le convoi arrive sans incident le 13 décembre 1797, bien que les équipages aient été considérablement affaiblis par des maladies tropicales.

## Raid sur Manille

### Reconnaissance

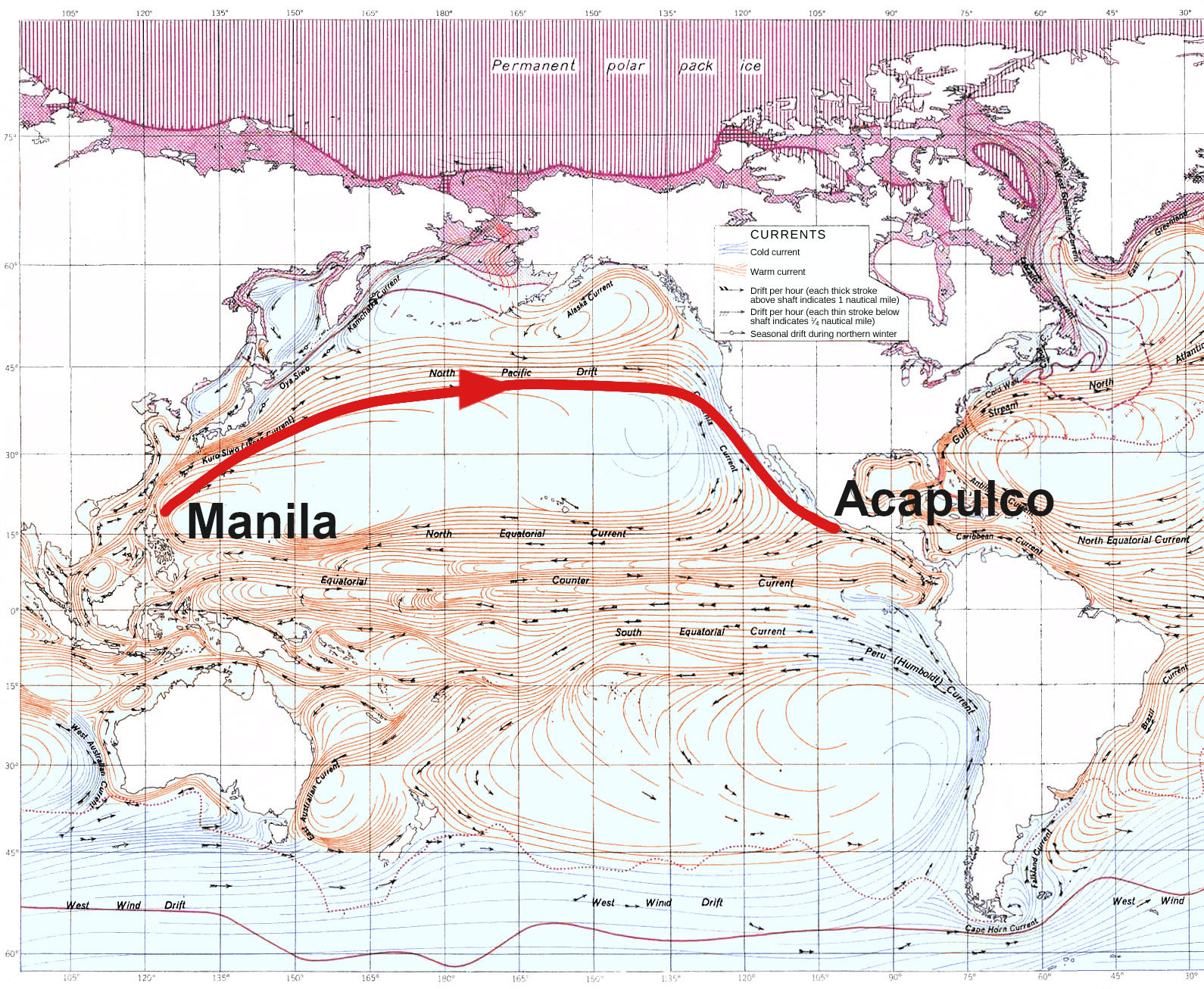
Itinéraire du galion annuel de Manille

Avec son convoi en sécurité au mouillage à Macao et la flotte chinoise à plusieurs semaines de navigation, Cooke décide d'effectuer une campagne de reconnaissance à Manille et de faire l'étude du port et de l'escadre espagnole qui y était basée. Comme motivation supplémentaire, des rumeurs à Macao suggèrent que le galion annuel de Manille devait arriver. Ce navire apporte jusqu'à deux millions de dollars espagnols en argent d'Acapulco à travers l'océan Pacifique en s'arrêtant à Guam en route vers Manille. Déposant ses dollars aux Philippines, le navire charge ensuite des marchandises de commerce des Indes orientales pour le voyage de retour vers la Nouvelle-Espagne. Ce voyage aller-retour est essentiel au maintien de l'Empire espagnol dans les Indes orientales, qui opère alors avec une énorme perte financière seulement atténuée par la subvention substantielle de la Nouvelle-Espagne. Les dollars espagnols étaient la monnaie acceptée dans la plupart des Indes orientales, et la perturbation de ce système financier pouvait avoir des effets profonds sur le commerce régional ce qui n'avait pas empêché les marins britanniques d'attaquer des galions de Manille depuis Thomas Cavendish en 1587.
Laissant les navires de guerre les plus lourds à Macao, Cooke s'embarque le 5 janvier 1798 et fait voile avec la Sybille et la Fox, ce dernier transportant un certain « M. Bernard », linguiste expérimenté. Passant Luçon, les navires de Cooke rencontrent un petit navire marchand espagnol, qui est attiré vers les frégates qui arborent des pavillons français. Saisissant le navire espagnol, Cooke en interroge le capitaine et apprend que la majeure partie de l'escadron espagnol à Manille subit des réparations importantes à Cavite et est inapte à naviguer. Cooke récompense le capitaine en libérant son navire avec sa cargaison intacte, bien qu'il y ait retiré 3 900 dollars en argent.
L'escadron espagnol avait beaucoup souffert d'un typhon en avril 1797 et une grande partie des dégâts n'avaient toujours pas été réparés au moment où les deux navires de l'escadron de Cooke arrivent au large de Manille. Cooke prend des précautions pour déguiser ses navires en navires français, modelant la Sybille sur le puissant Forte de 40 canons et la Fox sur la plus petite Prudente.

### Dans la rade de Manille

#### Arrivée et inspection des navires espagnols en réparation

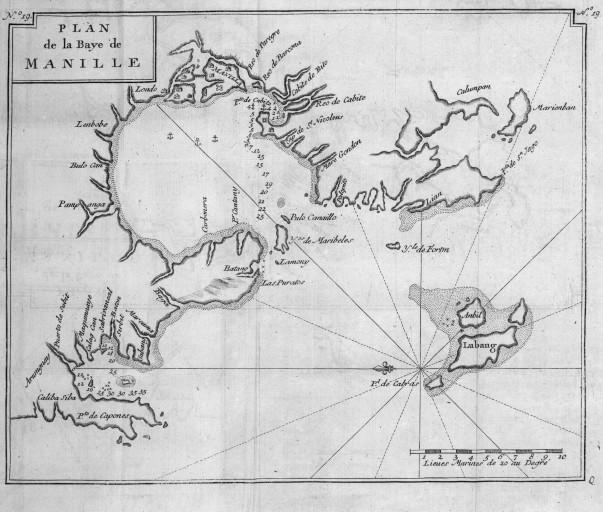
La Baie de Manille, l'île du Corregidor est visible au niveau de l'ouverture de la baie.

Tard dans l'après-midi du 13 janvier 1798, la Sybille et la Fox arrivent dans la baie de Manille sous pavillons français, passant sans encombre devant la forteresse située sur le Corregidor, puis naviguant à travers la baie le matin du 14 janvier, s'ancrant entre Manille et Cavite. De son point de vue, Cooke peut alors voir l'escadre espagnole démâtée et en réparation à Cavite: les navires de ligne San Pedro Apóstol, Europa et Montañés et les frégates Santa Maria de la Cabeza et Santa Lucía à quai et inaptes à l'action. D'autres sources disent qu'il s'agissait des frégates Fama et Nuestra Señora del Pilar. À la déception de Cooke, il peut également observer le déchargement du galion au trésor Marquesetta sur les quais de Cavite ainsi que celui d'un autre navire marchand de valeur, le Rey Carlos, échoué dans le port. En effet, les Espagnols avaient appris peu de temps avant l'arrivée de Cooke que la frégate britannique HMS Resistance du capitaine Edward Pakenham se trouvait dans les eaux philippines et ils avaient décidé de retirer la précieuse cargaison du navire au trésor plutôt que de risquer une attaque.

#### Capture des officiers espagnols
La Fox est le premier navire britannique à s'ancrer et elle est alors approchée par le navire de garde, dont l'équipage monte à bord. Malcolm, comme Cooke, parle couramment français et, avec la traduction de Bernard, il persuade l'officier responsable que les nouveaux arrivants sont le Forte et la Prudente à la recherche de ravitaillement et de renforts espagnols pour des opérations de raids commerciaux. L'officier offre de les approvisionner mais averti qu'aucun des navires espagnols ne sera en mesure de naviguer jusqu'en mars au plus tôt. Cooke rejoignit alors le groupe sur le pont de la Fox, prétendant être le commodore Latour, un officier français qui, inconnu des Espagnols, avait été tué lors d'un combat au large de Sumatra. L'officier espagnol est complètement convaincu par la ruse qui avait été augmentée par de faux uniformes français.

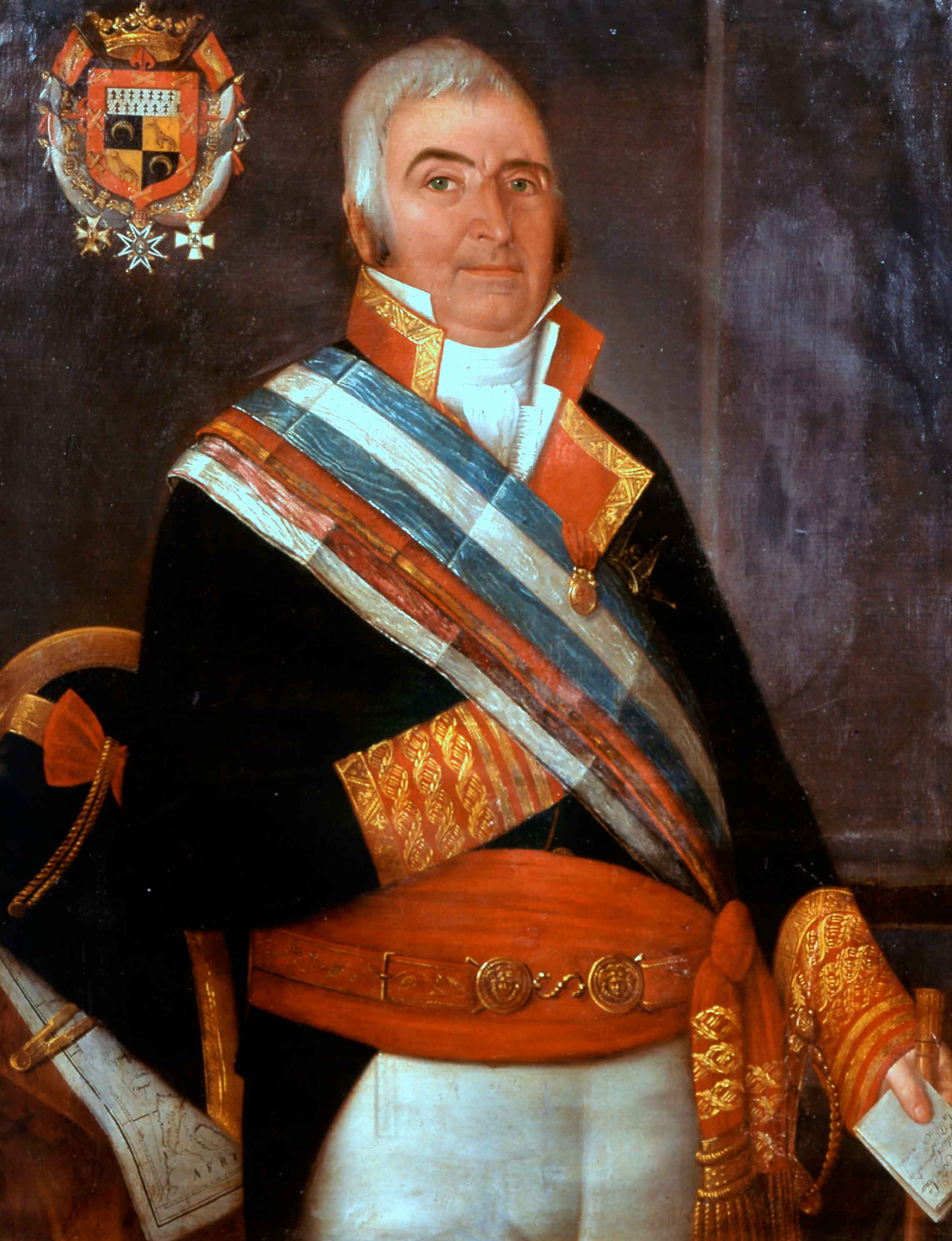
Ignacio María de Álava, commandant espagnol de Cavite au moment du raid britannique.

Pendant une heure, les officiers boivent. Malcolm et Cooke apprennent des informations détaillées sur l'état des défenses et de l'escadron aux Philippines, jusqu'à ce qu'un deuxième bateau accoste le Fox contenant plus d'officiers désireux d'accueillir les arrivées françaises. Ce navire était la barge personnelle du commandant espagnol de Cavite, le contre-amiral Don Ignacio María de Álava, qui n'était pas à bord, mais qui avait envoyé un message via un troisième bateau. Chaque fois, les officiers sont escortés sous le pont pour rejoindre les festivités, après quoi leurs équipages sont saisis sous la menace d'armes et emprisonnés.

#### Capture des canonnières espagnoles

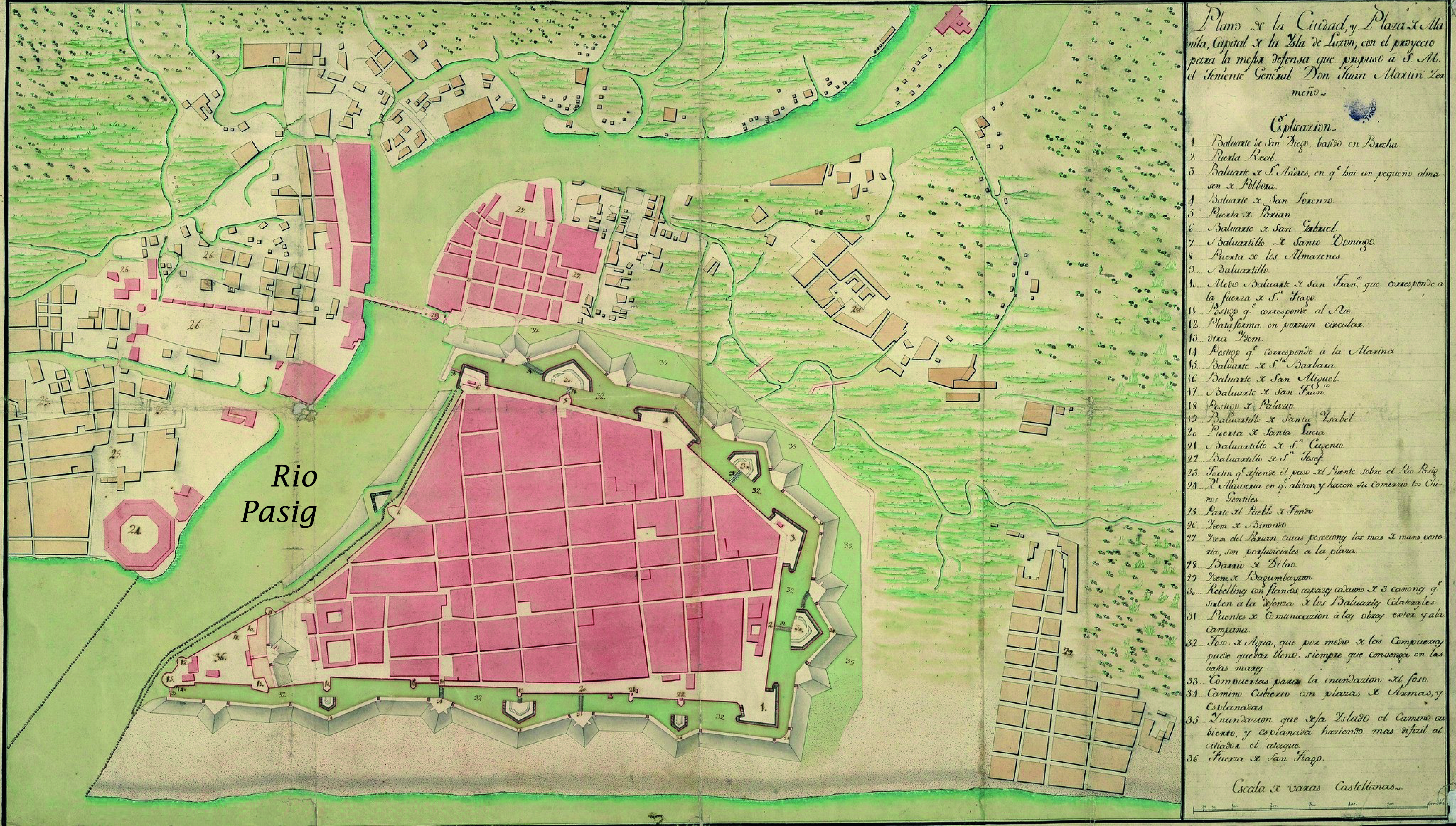
Plan de Manille au XVIII avec la rivière Pasig où étaient stationnées les canonnières espagnoles.

Dans la cabine de Malcolm, les officiers capturés sont informés de leur situation, reçoivent la promesse d'une libération avant que les frégates britanniques ne repartent naviguer et se voient offrir plus plus de vin. L'équipage de la Fox force pendant ce temps les marins espagnols capturés à se déshabiller et enfilent leurs vêtements. Montant dans les bateaux espagnols, ce groupe rame vers l'embouchure de la rivière Pasig à proximité, où ils avaient appris que trois canonnières lourdes étaient amarrées. Prenant les équipages par surprise, les britanniques abordent et chassent les Espagnols sans combat puis emmènent les trois bateaux aux côtés de la Fox. Ces navires transportaient normalement trente hommes d'équipages et étaient bien armés, l'un avec un long canon de 32 livres et deux avec des longs canons de 24 livres, chacun complété par quatre pierriers.
Le capitaine du port atteignit la Fox peu de temps après, furieux de la saisie des canonnières et exigeant qu'elles soient rendues. Malcolm le reçut avec une tirade de français presque incompréhensible et l'amena rejoindre les autres officiers capturés dans sa cabine, tandis que l'équipage du bateau était emprisonné sous le pont. Peu de temps après, vers 16h00, Cooke et Malcolm organisent un grand dîner pour leurs officiers captifs et font envoyer de la nourriture et des grogs à l'équipage, le nombre total de marins espagnols sur la Fox est estimé à environ 200. Une fois le repas terminé, Cooke permis à tous les captifs de retourner à leurs bateaux et de ramer vers le rivage mais conserva les canonnières capturées.

## Retrait des britanniques

### Assaut sur Zamboanga

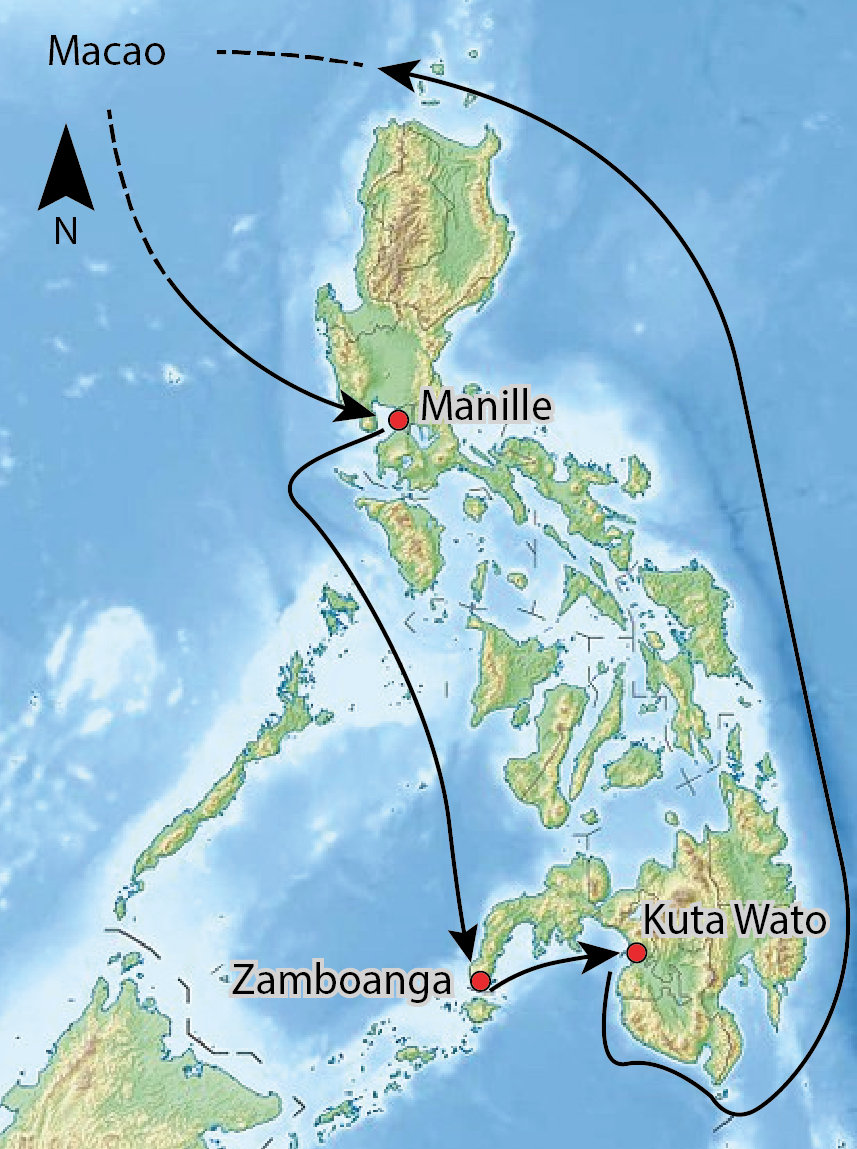
Itinéraire de Cooke aux Philippines espagnoles en janvier 1798

Le 15 janvier 1798, Cooke et son petit escadron quittent la rade de Manille, passent devant Corregidor et partent vers le sud. Quatre jours plus tard, dans une tempête, l'une des canonnières brise son câble de remorquage et est perdue avec ses douze membres d'équipage. Les frégates repèrent ensuite Mindanao avant d'atteindre Zamboanga le 22 janvier. Là, Cooke lève les couleurs espagnoles pour tenter de tromper les autorités espérant en obtenir de la nourriture et de l'eau pour son escadron mais la Sybille s'échoue sur un banc de sable à l'entrée du port, soulevant les soupçons d'un bateau de garde envoyé par le gouverneur de Zamboanga, Raymundo Español,. Le capitaine du bateau espagnol demande aux navires britanniques les noms de leurs capitaines, et ne recevant aucune réponse mais une volée de coups de fusils, la ville est mise en alerte.
Les défenseurs étant prévenus, Cooke abandonna sa ruse et après avoir renfloué la Sybille le lendemain matin, ordonne un bombardement du fort protégeant le port. Cela a peu d'effet, bien que plus tard les Espagnols aient récupéré au moins 450 boulets de canon de différents calibres. Malcolm tente alors un débarquement amphibie afin de prendre d'assaut le côté terre du fort. Les bateaux essuient un feu nourri, l'un d'eux est neutralisé par un boulet, tuant deux personnes et en blessant quatre. Un autre bateau s'échoue sur un banc de sable où il s'enlise et 250 villageois armés de lances tendent une embuscade aux Britanniques sur la plage. Malcolm annule l'opération et après avoir échangé des tirs pendant une heure, les deux frégates coupent leurs câbles d'ancre et se retirent hors de portée, avec deux morts et un blessé sur la Sybille et huit blessés sur la Fox, en plus de ceux perdus dans les canonnières et les canots. Les défenseurs ne comptent qu'un tué et 4 blessés.

### Retour à Canton
Avec ses frégates nécessitant maintenant des réparations, Cooke se retire à quelques kilomètres de Zamboanga et passe trois jours à réparer les mâts et le gréement de ses navires. Il repart ensuite vers le nord, sabordant les deux canonnières restantes convaincu qu'elles ne survivraient pas au voyage de retour jusqu'à Canton. Quatre jours plus tard, le 27 janvier, l'escadron s'arrête dans le village de Pullock au nord du Sultanat de Maguindanao pour recueillir de l'eau douce. Sur la plage, l'équipage d'un canot de la Sybille est attaqué par des membres de la tribu Lumad . Deux sont tués et neuf autres capturés et traînés dans la forêt avant que les sauveteurs ne puissent intervenir. Cooke se plaint au sultan Kibab Sahriyal à Kuta Wato et les marins capturés seront finalement récupérés.

## Suites

### Bilan de l'opération
L'opération de Cooke détermina que les forces espagnoles aux Philippines ne représentaient aucune menace immédiate, bien que la mission ait coûté la vie à 18 personnes : l'amiral Rainier exprime plus tard sa satisfaction du résultat dans une lettre à l'Amirauté. Plus aurait pu être réalisé avec des renforts : l'historien C. Northcote Parkinson suggère que si l'escadron de Cooke s'était uni au HMS Résistance, ils auraient ensemble, pu potentiellement détruire les navires de guerre espagnols désarmés à Cavite. Il note également cependant que dans ce scénario, Pakenham aurait été le commandant, un homme avec beaucoup moins d'imagination et de ruse que Cooke. L'historien Richard Woodman critiqua la mission, considérant que l'opération n'avait eu « aucun résultat glorieux » et citant l'échec de la capture des navires au trésor comme son plus grand défaut.

### Evolution du théâtre d'opération
La Chinese fleet de 1798 naviguera sans incident. Au cours de l'année qui suivi, le HMS Résistance est détruit par une explosion accidentelle en juillet dans le détroit de Bangka et la majorité des forces de Rainier se concentrent sur la perturbation de l'occupation française de Suez dans la mer Rouge. Ce détournement des ressources britanniques crée des lacunes dans le dispositif de protection des navires marchands et Sercey envoie la frégate Preneuse et la corvette Brûle-Gueule à Manille à la fin de l'année pour rejoindre l'escadre espagnole réparée.

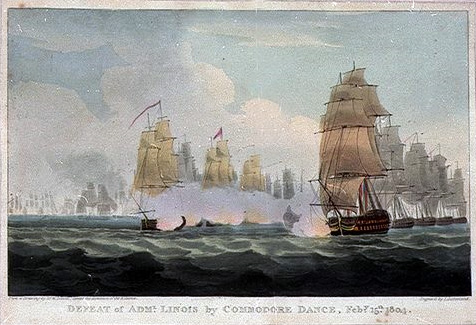
Bataille de Poulo Aura en 1804.

Début février 1799, cette force combinée fait voile vers Macao, prenant par surprise les défenses britanniques. Le commandant britannique, le capitaine William Hargood, contre-attaque, avançant sur la force franco-espagnole qui recule dans la journée et disparaît sous le couvert de l'obscurité du soir dans l'archipel de Wanshan. L'escadron combiné se disperse ensuite et la flotte chinoise n'est plus attaquée jusqu'à la bataille de Pulo Aura en 1804.
La Forte et la Prudente, les frégates que Cooke avait imitées, sont envoyées pour opérer indépendamment contre le commerce britannique dans l'océan Indien au début de 1799. La Prudente est capturé par le HMS Daedalus lors de l'action du 9 février 1799 au large de l'Afrique australe et la Forte est attaquée par le HMS Sybille commandé par Cooke le 28 février 1799 près de Balasore au Bengale. Dans la bataille qui s'ensuit, la Forte est capturée mais Cooke est mortellement blessé et meurt le 25 mai.